# Patinação de velocidade nos Jogos Olímpicos de Inverno de 2022 - Largada coletiva masculina
A prova de largada coletiva masculina da patinação de velocidade nos Jogos Olímpicos de Inverno de 2022 ocorreu no Oval Nacional de Patinação de Velocidade, de Pequim, a 19 de fevereiro.
Bart Swings, da Bélgica, medalhista de prata da prova em 2018, venceu o evento e conquistou a primeira medalha de ouro para seu país nos Jogos Olímpicos de Inverno desde 1948. Chung Jae-won, da Coreia do Sul, ganhou a medalha de prata, sua primeira medalha olímpica individual, e Lee Seung-hoon, também sul-coreano e então defensor do título, o bronze.

## Medalhistas
| Ouro   | BEL Bart Swings    |
| Prata  | KOR Chung Jae-won  |
| Bronze | KOR Lee Seung-hoon |

## Resultados

### Semifinais
As semifinais foram disputadas a partir das 19:00 locais:
| Pos. | Bateria | Atleta                   | CON                | Voltas | Pontos | Pontos | Pontos | Pontos | Pontos | Tempo   | Notas |
| Pos. | Bateria | Atleta                   | CON                | Voltas | S1     | S2     | S3     | S4     | Total  | Tempo   | Notas |
| ---- | ------- | ------------------------ | ------------------ | ------ | ------ | ------ | ------ | ------ | ------ | ------- | ----- |
| 1    | 1       | Kristian Ulekleiv        | NOR Noruega        | 16     |        |        |        | 60     | 60     | 7:56.67 | Q     |
| 2    | 1       | Bart Swings              | BEL Bélgica        | 16     | 2      |        | 2      | 40     | 44     | 7:56.74 | Q     |
| 3    | 1       | Ning Zhongyan            | CHN China          | 16     |        |        |        | 20     | 20     | 7:56.75 | Q     |
| 4    | 1       | Chung Jae-won            | KOR Coreia do Sul  | 16     | 1      |        | 1      | 10     | 12     | 7:56.76 | Q     |
| 5    | 1       | Daniil Aldoshkin         | ROC                | 16     |        |        |        | 6      | 6      | 7:56.83 | Q     |
| 6    | 1       | Antoine Gélinas-Beaulieu | CAN Canadá         | 16     |        |        |        | 3      | 3      | 7:56.93 | Q     |
| 7    | 1       | Sven Kramer              | NED Países Baixos  | 16     |        | 3      |        |        | 3      | 7:58.22 | Q     |
| 8    | 1       | Seitaro Ichinohe         | JPN Japão          | 16     |        |        | 3      |        | 3      | 7:58.54 | Q     |
| 9    | 1       | Haralds Silovs           | LAT Letônia        | 16     | 3      |        |        |        | 3      | 7:59.50 |       |
| 10   | 1       | Dmitriy Morozov          | KAZ Cazaquistão    | 16     |        | 2      |        |        | 2      | 8:08.73 |       |
| 11   | 1       | Michele Malfatti         | ITA Itália         | 16     |        | 1      |        |        | 1      | 8:02.09 |       |
| 12   | 1       | Stefan Due Schmidt       | DEN Dinamarca      | 16     |        |        |        |        | 0      | 7:58.01 |       |
| 13   | 1       | Ian Quinn                | USA Estados Unidos | 16     |        |        |        |        | 0      | 7:58.03 |       |
| 14   | 1       | Zbigniew Bródka          | POL Polônia        | 16     |        |        |        |        | 0      | 8:17.49 |       |
| 99   | 1       | Felix Rijhnen            | GER Alemanha       | DSQ    | DSQ    | DSQ    | DSQ    | DSQ    | DSQ    | DSQ     |       |
| 1    | 2       | Andrea Giovannini        | ITA Itália         | 16     |        |        |        | 60     | 60     | 7:43.58 | Q     |
| 2    | 2       | Lee Seung-hoon           | KOR Coreia do Sul  | 16     |        |        |        | 40     | 40     | 7:43.63 | Q     |
| 3    | 2       | Livio Wenger             | SUI Suíça          | 16     |        |        |        | 20     | 20     | 7:44.08 | Q     |
| 4    | 2       | Gabriel Odor             | AUT Áustria        | 16     |        |        |        | 10     | 10     | 7:44.28 | Q     |
| 5    | 2       | Jordan Belchos           | CAN Canadá         | 16     | 2      | 3      | 3      |        | 8      | 7:46.05 | Q     |
| 6    | 2       | Ryosuke Tsuchiya         | JPN Japão          | 16     | 3      | 2      | 2      |        | 7      | 7:48.43 | Q     |
| 7    | 2       | Joey Mantia              | USA Estados Unidos | 16     |        |        |        | 6      | 6      | 7:44.37 | Q     |
| 8    | 2       | Jorrit Bergsma           | NED Países Baixos  | 16     |        |        |        | 3      | 3      | 7:44.42 | Q     |
| 9    | 2       | Peter Michael            | NZL Nova Zelândia  | 16     | 1      | 1      |        |        | 2      | 7:58.04 |       |
| 10   | 2       | Viktor Hald Thorup       | DEN Dinamarca      | 16     |        |        | 1      |        | 1      | 8:21.94 |       |
| 11   | 2       | Artur Janicki            | POL Polônia        | 16     |        |        |        |        | 0      | 7:44.48 |       |
| 12   | 2       | Wang Haotian             | CHN China          | 16     |        |        |        |        | 0      | 7:46.30 |       |
| 13   | 2       | Ignat Golovatsiuk        | BLR Bielorrússia   | 16     |        |        |        |        | 0      | 7:53.59 |       |
| 14   | 2       | Peder Kongshaug          | NOR Noruega        | 14     |        |        |        |        | 0      | 6:55.43 |       |
| 15   | 2       | Ruslan Zakharov          | ROC                | 5      |        |        |        |        | 0      | 2:49.52 |       |

### Final
A final foi disputada a partir das 16:30 locais:
| Pos.              | Atleta                   | CON                | Voltas | Pontos | Pontos | Pontos | Pontos | Pontos | Tempo    |
| Pos.              | Atleta                   | CON                | Voltas | S1     | S2     | S3     | S4     | Total  | Tempo    |
| ----------------- | ------------------------ | ------------------ | ------ | ------ | ------ | ------ | ------ | ------ | -------- |
| Medalha de ouro   | Bart Swings              | BEL Bélgica        | 16     |        | 2      | 1      | 60     | 63     | 7:47.11  |
| Medalha de prata  | Chung Jae-won            | KOR Coreia do Sul  | 16     |        |        |        | 40     | 40     | 7:47.18  |
| Medalha de bronze | Lee Seung-hoon           | KOR Coreia do Sul  | 16     |        |        |        | 20     | 20     | 7:47.204 |
| 4                 | Joey Mantia              | USA Estados Unidos | 16     |        |        |        | 10     | 10     | 7:47.206 |
| 5                 | Daniil Aldoshkin         | ROC                | 16     |        |        |        | 6      | 6      | 7:47.59  |
| 6                 | Ryosuke Tsuchiya         | JPN Japão          | 16     |        | 3      | 3      |        | 6      | 7:58.82  |
| 7                 | Livio Wenger             | SUI Suíça          | 16     |        | 1      |        | 3      | 4      | 7:47.86  |
| 8                 | Seitaro Ichinohe         | JPN Japão          | 16     | 3      |        |        |        | 3      | 7:48.56  |
| 9                 | Jorrit Bergsma           | NED Países Baixos  | 16     | 1      |        | 2      |        | 3      | 7:50.25  |
| 10                | Gabriel Odor             | AUT Áustria        | 16     | 2      |        |        |        | 2      | 8:10.46  |
| 11                | Andrea Giovannini        | ITA Itália         | 16     |        |        |        |        | 0      | 7:47.93  |
| 12                | Ning Zhongyan            | CHN China          | 16     |        |        |        |        | 0      | 7:48.07  |
| 13                | Jordan Belchos           | CAN Canadá         | 16     |        |        |        |        | 0      | 7:48.14  |
| 14                | Kristian Ulekleiv        | NOR Noruega        | 16     |        |        |        |        | 0      | 7:48.52  |
| 15                | Antoine Gélinas-Beaulieu | CAN Canadá         | 16     |        |        |        |        | 0      | 8:13.35  |
| 16                | Sven Kramer              | NED Países Baixos  | 14     |        |        |        |        | 0      | 7:13.37  |

Legenda
| Recorde mundial      | Recorde mundial (World record)               |                       | Recorde africano                      | Recorde africano (African) |                                           | Q | Classificado por posição (Qualified) |
| Recorde olímpico     | Recorde olímpico (Olympic record)            | Recorde da América    | Recorde da América (Americas)         | q                          | Classificado por melhor tempo (Qualified) |   |                                      |
| Melhor marca do ano  | Melhor marca do ano (World leading)          | Recorde asiático      | Recorde asiático (Asian)              | DNS                        | Não largou (Did not start)                |   |                                      |
| Recorde nacional     | Recorde nacional (National record)           | Recorde europeu       | Recorde europeu (European)            | DNF                        | Não terminou (Did not finish)             |   |                                      |
| Recorde pessoal      | Recorde pessoal do atleta (Personal best)    | Recorde da Oceania    | Recorde da Oceania (Oceania)          | DSQ / DQ                   | Desclassificado (Disqualified)            |   |                                      |
| Recorde da temporada | Recorde da temporada do atleta (Season best) | Recorde sul-americano | Recorde sul-americano (South America) | NM                         | Sem marca (No mark)                       |   |                                      |